# Heliconia librata
Heliconia librata är en enhjärtbladig växtart som beskrevs av Robert Fiske Griggs. Heliconia librata ingår i släktet Heliconia och familjen Heliconiaceae. Inga underarter finns listade.